# Alette Sijbring
Alette Hilde Sijbring (Zierikzee, 20 maart 1982) is een Nederlandse waterpolospeelster.
In 2008 maakte ze haar olympische debuut op de Olympische Spelen van 2008 in Peking. Hier maakte ze onderdeel uit van het Nederlandse waterpoloteam.
In de competitie kwam Sijbring uit voor BZC Brandenburg, na de Olympische Spelen komt ze uit voor TW Zaanstreek.
Sijbring woont in Amsterdam. Ze speelt rechtshandig.

## Titels
- Olympisch kampioen waterpolo - 2008

## Palmares
- 2008:  Olympische Spelen van Peking

Iefke van Belkum · 
Gillian van den Berg · 
Daniëlle de Bruijn · 
Mieke Cabout · 
Rianne Guichelaar · 
Biurakn Hakhverdian · 
Marieke van den Ham · 
Noeki Klein · 
Simone Koot · 
Ilse van der Meijden · 
Meike de Nooy · 
Alette Sijbring · 
Yasemin Smit · 
Robin van Galen (bondscoach) · 
Arno Havenga (teammanager)